# Club Esportiu Mediterrani
Le Club Esportiu Mediterrani (CE Mediterrani) est un club espagnol de natation et de water-polo de Barcelone.

## Historique
Le club est fondé en juillet 1931 par des amateurs de natation de la plage de la Barceloneta et de la piscine La Deliciosa.
En 1944, une scission entraîne la création du Club Natació Montjuïc, mais le CE Mediterrani inaugure sa nouvelle piscine à Sants. À la suite des projets immobiliers du propriétaire des lieux, celle-ci est remplacée à la fin des années 1970 par une piscine couverte à proximité, complétée à la fin des années 1980 par des installations rue Begur. Par la suite, l'ensemble est étendu et entretenu.
À partir de 1990, l'équipe féminine remporte son premier des neuf titres de champion d'Espagne de water-polo acquis pendant les années 1990, ainsi que de cinq coupes de la Reine jusqu'en 2003. En coupe d'Europe, son meilleur classement est demi-finaliste du trophée de la Ligue européenne de natation.

## Palmarès

### Section féminine
- 10 titres de champion d'Espagne : 1990, 1992, 1993, 1994, 1995, 1996, 1997, 1998, 1999, 2003 et 2010.
- 5 coupe de la Reine : 1997, 1998, 1999, 2000 et 2003.
- 1 coupe de Catalogne : 2008.

### Section masculine
- 1 coupe du Roi : 1993.